# Outbreak
Outbreak è il primo album del disc jockey, produttore discografico, musicista e cantante norvegese Aleksander Vinter, il primo ed unico sotto lo pseudonimo di Vinter in Hollywood. È stato pubblicato il 29 marzo 2009.

## Tracce
1. This Is Awesome - 6:16
2. Together - 4:32
3. R U Robot - 5:01
4. Outbreak - 5:04
5. Skin of Recording - 4:00
6. Virus - 7:55
7. Scream (feat. Martin Michaelson) - 4:30
8. Bad Love - 4:30
9. I Am Analogue - 3:15
10. Stop The Motherfuckers - 3:40
11. Hellfire - 3:41
12. Once You Get It - 4:10
13. Around - 5:49
14. The Flame - 3:15
15. Anyone? - 3:07
16. Best of My Sin - 3:57